# Seheqaenrê Sânkhptahi
Seheqaenrê Sânkhptahi est un roi de la XIIIe dynastie égyptienne.

## Attestations

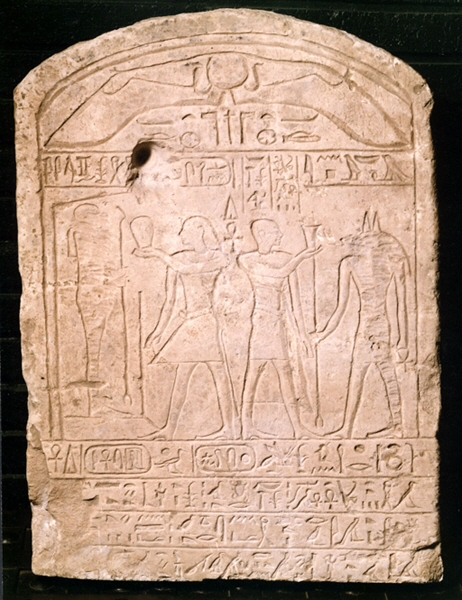
Stèle de Nebsoumenou représentant Seheqaenrê Sânkhptahi faisant des offrandes aux dieux Ptah et Anubis.

Le pharaon Seheqaenrê Sânkhptahi est nommé et représenté sur la stèle du Sceau royal et Garde des sceaux Nebsoumenou datant de la première année de son règne. L'origine de la stèle n'est pas connue avec certitude. La stèle a été acquise en 1999 par le Musée archéologique national de Madrid auprès d'un collectionneur privé. Cependant, Kim Steven Bardrum Ryholt note qu'elle représente Seheqaenrê Sânkhptahi offrant de l'huile au dieu Ptah Celui qui est au sud de son mur (rsy-snb=f) et à Anubis Neboutiou (nb wtyw), deux épithètes de la région de Memphis. Ryholt conclut que Seheqaenrê Sânkhptahi a probablement régné sur Memphis et appartient donc à la XIIIe dynastie, qui contrôlait alors la région. De plus, Ryholt suggère que Seheqaenrê Sânkhptahi pourrait lui-même être né à Memphis, comme l'indique son nom théophore basé sur Ptah, le dieu de la ville.
Selon la dernière lecture du Canon royal de Turin par Ryholt, Seheqaenrê Sânkhptahi y est attesté, à la colonne 8 ligne 25, qui contient le nom endommagé [ ?]ḳ-n-Rˁ. Ryholt remarque que Seheqaenrê Sânkhptahi est le seul roi de la période dont le nom correspond à ces signes et lit [S.ḥ]ḳ-n-Rˁ, Seheqaenrê sur le canon de Turin,.
Ryholt désigne enfin un sceau cylindre en stéatite bleu-vert de provenance inconnue et portant le nom d'Horus d'or Sekhâenptah, S.ḫˁ-n-ptḥ, Celui que Ptah fait apparaître, comme appartenant peut-être à Seheqaenrê Sânkhptahi. Percy Edward Newberry date simplement le sceau de la fin du Moyen Empire sans autre identification de son propriétaire. Le sceau est probablement perdu : à l'origine, il se trouvait dans la collection de Timmins, au Metropolitan Museum of Art, mais il aurait maintenant disparu du musée.